# شکوه ریاضی
شکوه ریاضی، (زاده ۱۳۰۰ خورشیدی – درگذشته ۱۸ تیر ۱۳۴۱) از پیشگامان هنر و نقاشی مدرن در ایران بود. وی نوگراترین زن نقاش ایرانی بود. او به عنوان یکی از بهترین مدرسان هنرستان عالی هنرستان تزئینی و منتقدان نقاشی سنتی راهگشای بسیاری از شاگردان و هنرجویان خود بود، شاگردانی که امروز جزو مطرح‌ترین هنرمندان نقاشی معاصر ایران به‌شمار می‌آیند.

## زندگی‌نامه
شکوه‌الملوک ریاضی در سال ۱۳۰۰ خورشیدی در تهران در یک خانواده فرهنگی-نظامی به‌دنیا آمد. او فرزند بتول دولتشاهی، دختر شاهزاده بدیع‌الملک میرزا عمادالدوله، و سرلشکر علی ریاضی بود. 
ریاضی تا چهارده‌سالگی به واسطه شغل پدر، سرلشکر ریاضی که وابسته نظامی ایران در فرانسه بود، در پاریس زندگی کرد و بعد از قطع روابط ایران و فرانسه و بازگشت خانواده‌اش به ایران ساکن شیراز شد و خود را برای ورود به دانشکده پزشکی آماده کرد؛ اما بعد از چند سال این رشته را نیمه‌تمام رها کرد و وارد دانشکده هنرکده هنرهای زیبای دانشگاه تهران شد.
شکوه ریاضی از نخستین شاگردان هنرکده هنرهای زیبا، در سال ۱۳۲۵ از این هنرکده فارغ‌التحصیل شد و برای ادامه تحصیلات بار دیگر به پاریس بازگشت. او در مدرسه هنرهای زیبای پاریس (بوزار) زیر نظر آندره لوت تعلیم دید در سال ۱۳۳۳ (۱۹۵۵) توانست از این مدرسه با کسب رتبه عالی دانشنامه‌اش را دریافت کند. 
ریاضی در سال ۱۳۳۶ دوباره به ایران بازگشت و به مدت دو سال در هنرستان عالی هنرهای تزئینی و سپس در دانشگاه تهران به تدریس پرداخت.
او پس از آن بیشتر از هر چیز خود را وقف تدریس و آموختن به شاگردانش کرد، نحوه تدریس و شیوه نگاه کردن به جهان پیرامونش مشخصه اصلی کارهای اوست.
شکوه ریاضی بر اثر بیماری سرطان در روز دوشنبه ۱۸ تیر ۱۳۴۱ در سن ۴۱ سالگی درگذشت.

## شاگردان
از جمله شاگردان شکوه ریاضی، می‌توان آقایان حسین زنده‌رودی، فرامرز پیلارام و مسعود عربشاهی را نام برد.

## تحصیلات
- تحصیل نیمه کاره پزشکی
- دانش‌آموخته دانشکده هنرهای زیبای تهران ۱۳۲۵
- دانش‌آموخته از بوزار فرانسه با رتبه عالی و مدال طلا ۱۹۵۵

## آثار

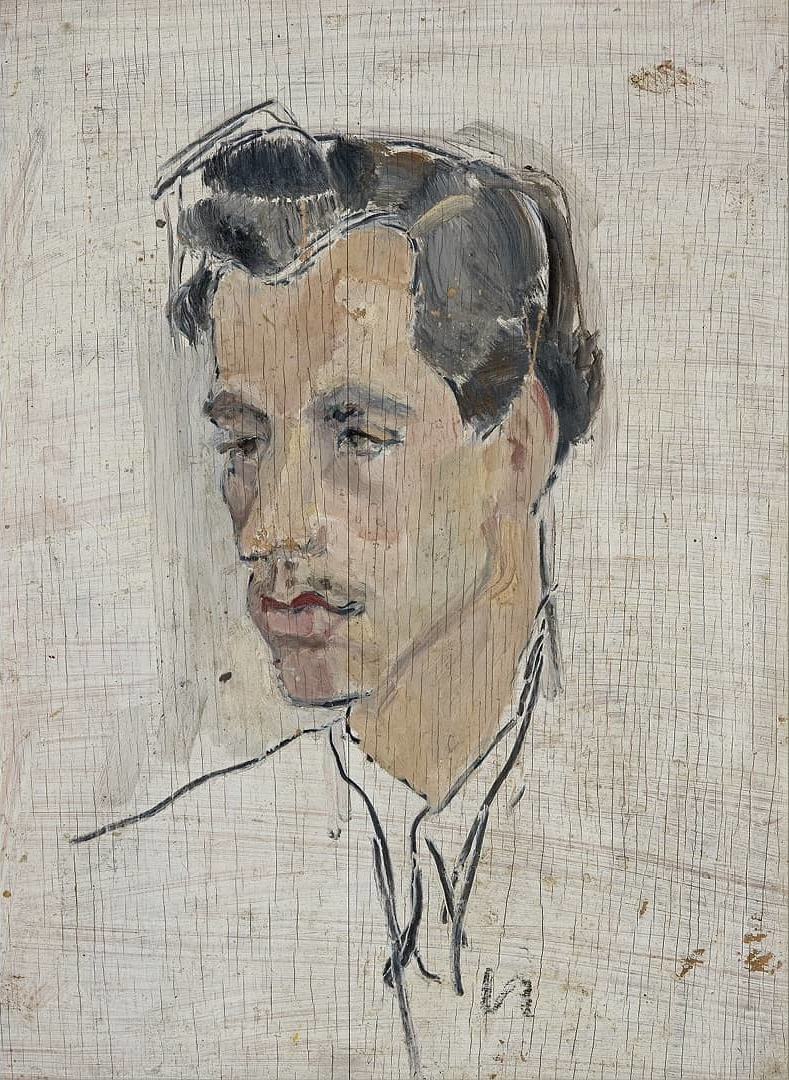
پرتره داریوش اسکندانی، مجموعه موزه هنرهای معاصر تهران

از شکوه ریاضی تعداد محدودی پرتره، مجسمه، نقاشی منظره با رنگ و طراحی‌های با مرکب و زغال به جا مانده‌است که بیشتر آن‌ها در خانه دوستان و اقوام او در پاریس هستند. یکی از معروف‌ترین کارهای که از او به جامانده «پرتره صادق هدایت» است که با خطوط خیلی نرم، دلپذیر و روشن کشیده‌است.